# جول بيسان
جول بيسان (مواليد 14 أبريل 1979) هو سبّاح بنيني، مثّل بلاده في الألعاب الأولمبية الصيفية 2016.

## روابط خارجية
جول بيسان على موقع الاتحاد الدولي للسباحة (الإنجليزية)
- جول بيسان على موقع أوليمبيديا (الإنجليزية)